# Síminn
Siminn, op IJsland ook bekend als Landssíminn, is een IJslandse geprivatiseerde aanbieder van vaste en mobiele telefonie, internet en televisie. Op 28 juli 2005 verkocht de staat de aandelen Landssíminn aan telecominvesteerder Skipti voor een bedrag van 66.700.000.000 ISK (ongeveer 720 miljoen euro) waarmee het bedrijf werd geprivatiseerd.

## Geschiedenis
In 1906 werd er een onderzeese telegraafkabel aangelegd vanuit Schotland via de Faeröer naar IJsland. Deze kabel kwam aan land bij de oostkust, en deze telegraaf- en telefoonlijn betekende het einde van de interne isolatie van IJsland. De kabel, die eindigde in Reykjavik, was voor de IJslandse overheid aanleiding om een eigen telefoonbedrijf op te richten. Een volledige dekking van het vaste net werd na 54 jaar bereikt in 1960.
In 1935 werd het telecombedrijf gefuseerd met de IJslandse posterijen tot Póstur og Sími. Deze fusie werd in 1998 weer ontbonden in het postbedrijf Íslandspóstur en telecombedrijf Landssími Íslands. De naam van het bedrijf werd vanwege de hogere klantvriendelijkheid veranderd in Síminn.

## Mobiele telefonie op IJsland
Het eerste mobiele NMT-telefonienetwerk werd in 1986 in gebruik genomen, en in 1994 het GSM-netwerk. Het GSM-netwerk behoort tot de meest geavanceerde netwerken van Europa, en biedt als enige netwerk volledige dekking in het hele land, ook in de vaak onbereikbare binnenlanden. Sinds 1998 zijn ook mobiele breedbandverbindingen in gebruik genomen, en in 2007 werd het UMTS-netwerk in gebruik genomen, en was het bedrijf de eerste UMTS-netwerkaanbieder op IJsland. Het netwerk was in het begin beperkt tot de regio Reykjavik, maar werd in de loop der jaren uitgebreid naar de overige dichtbewoonde gebieden.

## Concurrentie
Siminn is altijd al de grootste aanbieder op de IJslandse telefoon- en internetmarkt geweest. Tot enkele jaren geleden had het bedrijf een monopoliepositie op vaste telefonie, mobiele telefonie en internet. In de afgelopen jaren heeft het bedrijf steeds meer en meer concurrentie gekregen van aanbieders op de communicatiemarkt. Onder andere van TAL en Íslandssími. Maar ook alternatieve internetaanbieders, zoals Íslandssími, Hallo! en Margmiðlun zorgden voor verspreiding op de markt. In 2003 zijn de aanbieders VALLEY, Íslandssími en Hallo! gefuseerd tot ogVodafone, waarvan de naam in 2006 veranderde in Vodafone Iceland.
Sinds de opening van de markt voor alternatieve aanbieders zijn de prijzen aanzienlijk gedaald, vooral voor de mobiele telefoon- en internetdiensten.

## Weblinks
- (is)  Officiële website
- (en)  Officiële website